# Festival de Gerasa
El Festival de Gerasa por la Cultura y las Artes, es un evento que se celebra anualmente en Gerasa, Jordania. Forma parte del Festival de Jordania, cuyo objetivo es enriquecer las actividades culturales en Jordania. Fue fundado en 1981 por la reina Noor, y presenta diversos espectáculos realizados por artistas jordanos, árabes y extranjeros.

## Festival
En 2015, el festival acogió a 40 artistas jordanos en Gerasa, junto con cantantes árabes populares como: Najwa Karam, Maya Diab y Wael Kfouri.
El festival es considerado como una de las actividades culturales más grandes de la región.